# Chartered Financial Analyst
Chartered Financial Analyst (CFA) ist ein Titel im Bereich Investment Management, der vom CFA Institute in Virginia, USA vor allem an Finanzanalysten, Vermögensverwalter und Händler vergeben wird. Sie kommen zumeist aus den Bereichen Fondsmanagement, Unternehmensbewertung, Anlageberatung, Aktien- und Derivatehandel, Finanzwesen, Transaktionsberatung und Controlling. Die Voraussetzung für den Erhalt des Titels ist das Bestehen von drei Examen sowie das Aufweisen von mindestens vier Jahren Berufserfahrung im Anwendungsbereich.

## Verbreitung
Bislang haben weltweit rund 200.000 Personen den Titel erworben. Die meisten davon sind aus den USA (rund 45 %), Kanada (rund 13 %), Großbritannien (rund 8 %) und China (rund 5 %). Stand 2025 gibt es in Deutschland 4.448 Charterholder, in der Schweiz 5.053 und in Österreich 643. Ein CFA Charterholder ist Mitglied im CFA Institute und zugleich in einer Local Society. In Deutschland sind CFA Charterholder beispielsweise in der CFA Society Germany e. V. vertreten.

## CFA Examina
Im Allgemeinen absolvieren Kandidaten ein Examen pro Jahr über drei Jahre, wobei Voraussetzung für das Schreiben des nächsten Examens das Bestehen des vorangehenden Level-Examens ist. Die Gebühren belaufen sich für jede Prüfung auf 940 (early) bzw. 1.250 (standard) US-Dollar je nach Anmeldetermin sowie eine einmalige Anmeldegebühr von 350 US-Dollar (Stand: 2024). In Summe fallen demnach Gesamtgebühren in Höhe von mindestens 3.170 US-Dollar an. Diese Gebühr enthält Bücher zur Vorbereitung, wobei einige Kandidaten sich weitere zusammenfassendere Bücher für eine effiziente Vorbereitung zulegen. Die Prüfungen bestanden im Jahr 2019 41 % Level I, 44 % Level II und 56 % Level III. Das CFA Institute veröffentlicht keine gesonderten Ergebnisse zu einzelnen Ländern.
In allen drei Examen geht es auch um ethische Aspekte, basierend auf dem Code of Ethics und den Standards of Professional Conduct des CFA Institute. Ansonsten lassen sich die Themen wie folgt beschreiben:
- In Level I geht es vor allem um eine Einführung in die Anlagenbewertung, Finanzbuchhaltung und Finanzanalyse sowie Portfoliomanagement-Techniken sowie grundlegende statistische und quantitative Methoden.
- In Level II geht es in erster Linie um Bewertungsfragen sowie um die Anwendung der gelernten Tools (inkl. volkswirtschaftlicher Fragen, Finanzbuchhaltung und Finanzanalyse sowie quantitative Methoden).
- In Level III geht es primär um Portfoliomanagement und das Curriculum enthält Strategien zur Anwendung der gelernten Tools und Bewertungsmodelle beim Verwalten von Portfolios aus verschiedenen Anlageklassen (Aktien, Anleihen, Derivate, alternative Anlageprodukte) für private Investoren sowie institutionelle Anleger.

Bis 2020 wurden alle drei Examina jeweils an einem einzigen Tag ohne Benutzung eines Computers absolviert; das Level I-Examen wurde zweimal pro Jahr angeboten (normalerweise am ersten Wochenende im Juni und Dezember). Level II und III konnten lediglich am ersten Juni-Wochenende abgelegt werden. Jedes Examen bestand aus zwei dreistündigen Prüfungen. Level I bestand aus 240 Multiple-Choice-Fragen, wobei die gesamte benötigte Information in der Frage enthalten war. Seit 2009 gibt es nur noch drei statt zuvor vier Antwortmöglichkeiten. Level II basierte auf 20 sogenannten item sets, welche einen kurzen Text über verschiedene Themen darstellen, dem jeweils sechs Multiple Choice-Fragen folgen. Um diese zu beantworten, muss sich der Kandidat auf den jeweiligen Text beziehen. Level III bestand aus einer dreistündigen Prüfung mit auszuformulierenden Antworten am Morgen und einer dreistündigen Prüfung, die auf den "item sets" basiert, am Nachmittag.
Seit 2021 finden die Examina aller drei Level computerbasiert in beaufsichtigten Testzentren an über 400 Standorten weltweit statt. Die Prüfungen werden nicht mehr nur an einem einzigen Tag, sondern innerhalb eines Zeitfensters von mehreren Tagen durchgeführt.
Ab 2022 werden die Examina standardmäßig wie folgt angeboten:
- Level I: Februar, Mai, August und November
- Level II: Mai, August und November
- Level III: Februar und August

Die Prüfungen aller drei Level bestehen aus zwei Sitzungen à 2 Stunden und 15 Minuten. Level I wird weiterhin im Multiple-Choice-Format durchgeführt und besteht aus 180 Fragen. Für Level II und Level III werden die gleichen „item sets“ sowie für Level 3 das gleiche Aufsatzformat verwendet wie in der Vergangenheit.
Die Kandidaten, die das Examen absolviert haben, erhalten etwa sechs bis zehn Wochen im Anschluss ihr Ergebnis als bestanden oder nicht bestanden.

## Lernen und Kurse
Das Lernen auf die CFA Examina obliegt den Kandidaten selbst (Selbststudium). Vom CFA Institute aus gibt es nur die Maßgabe, pro Examen mindestens 300 bis 400 Stunden zur Vorbereitung einzukalkulieren – je nach Vorkenntnissen. Durch dieses Modell sinken die Kosten für die Qualifizierungsmaßnahme, verglichen mit einer kursbasierten Qualifizierungsmaßnahme, wie einem MBA.
Zusätzlich gibt es freie Anbieter von Materialien und Kursen. Selten dauern die Kurse länger als fünf Tage. Angeboten werden auch Probeexamen und kürzere Kurse, meist über das Wochenende.

## Bereiche
Im Rahmen des CFA-Curriculums werden die folgenden Wissens-Bereiche abgedeckt:
1. Ethische Standards und Berufsstandards
2. Quantitative Methoden
3. Wirtschaftslehre
4. Finanzberichte und -analysen
5. Unternehmensfinanzen
6. Kapitalinvestitionen
7. Anleihen
8. Derivate
9. Alternative Anlageformen
10. Portfolio-Management und Vermögensplanung

## Kodex
CFA-Titelträger sind verpflichtet, einem strikten Ethik-Kodex in ihren beruflichen Tätigkeiten Folge zu leisten (Professional Code of Conduct). Das Bekenntnis zum Kodex muss vom Träger des CFA jedes Jahr erneuert werden, ansonsten verfällt die Berechtigung zum Tragen des Titels. Erforderlich ist hierzu eine Mitgliedschaft beim CFA Institute.
Verstöße gegen den Kodex können auch gegenüber dem CFA Institute geahndet werden. Entsprechende Konsequenzen sind über die Website des CFA Institute abrufbar.

## Mitgliedschaften
Voraussetzung für das Halten eines CFA-Titels ist die Mitgliedschaft beim CFA Institute. Die Kosten für eine Regular Membership belaufen sich auf jährlich 299 US-Dollar für eine Vollmitgliedschaft. Kandidaten für die Examina oder Kandidaten, die noch auf die Komplettierung ihrer 4.000 Stunden einschlägige Berufserfahrung innerhalb von mindestens 36 Monaten warten müssen, können eine Mitgliedschaft als Affiliate Member beziehungsweise eine Candidate Membership bei ihrer lokalen Society beantragen.
Zusätzlich sind die meisten Charterholder Mitglied im lokalen Landesverband. Beim CFA Institute gibt es ein entsprechendes Verzeichnis. Die größte lokale Society innerhalb der EU (nach Mitgliedern) ist die CFA Society Germany e. V.

## Post CFA/Continuing Education
Nach dem Erhalt des Charters sollen sich die Charterholder kontinuierlich weiterbilden. Basis dieser Aktivitäten sind die lokalen Societies, die ein umfangreiches Angebot zumeist kostenfreier Veranstaltungen für ihre Mitglieder bereithalten. Die Teilnahme wird für Mitglieder des CFA Institutes mit so genannten PL Credits dokumentiert, die für jede Veranstaltung ausgewiesen werden. PL steht dabei für Professional Learning. Die PL Credits werden beim CFA Institute gemeldet und einmal im Jahr schriftlich bestätigt.
Gemäß den Vorgaben des CFA Institutes wird jeder Charterholder angehalten „Annual Minimum Recommendations: Twenty (20) hours, including two (2) hours in the content areas of Standards, Ethics, and Regulations (SER)“. Die Vorgabe kann aber auch durch eigenständiges Studium erreicht werden. Dabei sind Fachartikel aus Publikationen des CFA Institutes durchzuarbeiten. Die kontinuierlichen Fortbildungsveranstaltungen der CFA Society Germany e. V. sind in der Regel auf 1–1,5 CE Points ausgelegt und dauern ca. 1–1,5 Stunden. Die absolvierten PL Credits werden im Mitglieder-Account des Charterholder in einer Datenbank geführt und verwaltet. In der jährlich abzugebenden Entsprechenserklärung des Charterholders über die Einhaltung des Code of Ethics und der Standards of Professional Conduct, ist ebenfalls zu bestätigen, dass diese Fortbildungsvorgaben des CFA Institutes erfüllt sind.